# New Bedford Historic District

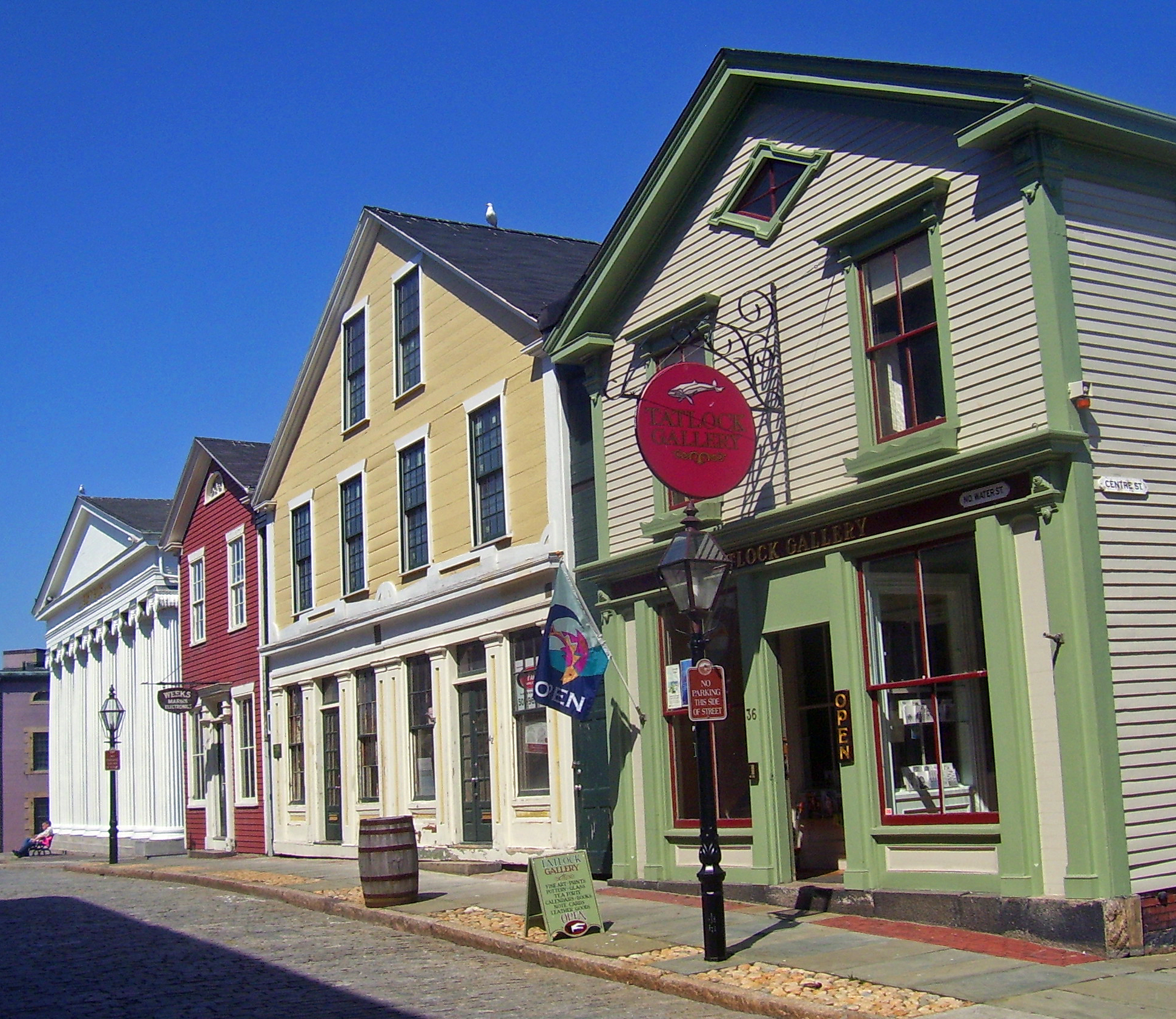
North Water Street (2008)

Der New Bedford Historic District ist ein National Historic Landmark District in New Bedford in Massachusetts, Vereinigte Staaten, der an der Uferfront der Gemeinde liegt. Während des 19. Jahrhunderts, als die Stadt das Zentrum der US-amerikanischen Walfangindustrie war, befand sich hier das Zentrum des Ortes. Zu Beginn des 20. Jahrhunderts begann der Niedergang des Wirtschaftszweiges und örtliche Denkmalschützer restaurierten die Bauwerke so, dass sie weitestgehend ihrem ursprünglichen Aussehen entsprechen.
Viele der Gebäude im Denkmalschutzbezirk wurden zwischen 1790 und 1855 erbaut, durch Architekten wie Russell Warren, Robert Mills und andere. Es handelt sich zumeist um Bauwerke im Greek Revival und Federal Style, die oft das Vermächtnis der Walfangindustrie in der Entwicklungsgeschichte der Stadt widerspiegeln. Das Denkmalschutzgebiet wurde als National Historic Landmark (NHL) ausgewiesen und 1966 dem National Register of Historic Places hinzugefügt. Das Denkmalschutzgebiet wird durch den örtlichen Bebauungsplan geschützt.
Ein Bauwerk innerhalb des Bezirks beherbergt das älteste noch in Betrieb stehende U.S. Customhouse. Es ist ebenfalls als National Historic Landmark eingestuft und gehört seit 1996 zum New Bedford Whaling National Historical Park.

## Geographie

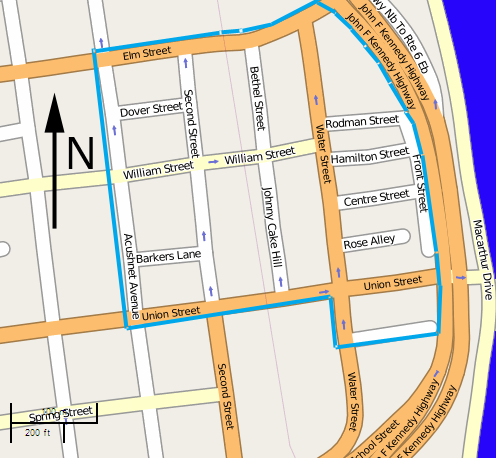
Umgrenzung des Denkmalschutzgebietes

Der Denkmalschutzbezirk wird im Osten durch die Front Street, nördlich durch die Elm Street, im Westen durch die Acushnet Avenue und im Süden durch die Commercial Street begrenzt. Er umfasst elf Stadtblöcke und den Teil eines weiteren. Seine Fläche umfasst 7,9 Hektar mit zwanzig zwischen 1810 und 1855 errichteten Gebäuden. Er schließt einige Bauwerke neueren Datums ein, hauptsächlich Parkplätze, eine Tankstelle und einige Anbauten an das New Bedford Whaling Museum. Die Straßen des Bezirks sind mit Kopfsteinpflaster belegt und die Beleuchtung erfolgt durch Gaslampen; beide Elemente wurden erst nach der Schaffung des historischen Distrikts hinzugefügt, um diesen ein Aussehen zu geben, dass eher dem Zustand des Viertels im 19. Jahrhundert entspricht. Die meisten Gebäude werden kommerziell genutzt und wurden auch zu diesem Zweck gebaut, bei einigen der Häuser handelt es sich allerdings um gemischt genutzte Bauwerke. In ihrer Gesamtheit sind die Bauwerke innerhalb des Distrikts typisch für eine Hafenstadt Neuenglands.
Direkt östlich des Denkmalschutzgebietes befindet sich der John F. Kennedy Expressway (MA-18), eine autobahnähnlich ausgebaute Straße, die zwischen der historischen Bausubstanz und der Uferlinie eine Barriere bildet. Örtliche Denkmalschützer unterstützen einen Plan zum Umbau der Schnellstraße, um den Zugang zum Ufer wiederherzustellen, ohne den das Stadtviertel niemals entstanden wäre. Die Summe von 16,3 Millionen US-Dollar wurde der Stadt zu diesem Zweck zur Verfügung gestellt.

## Geschichte

### Aufstieg zum Zentrum des Walfanges
New Bedford wurde schon kurz nach seiner Gründung zu einem Hafen der Walfänger, als 1765 Joseph Rotch hierher zog. Er und der ortsansässige Landbesitzer Joseph Russell, der allgemein als Gründer der Stadt gilt, erkannten, dass im Hafen aufgrund seiner Tiefe seetaugliche Schiffe von der Werft zu Wasser gelassen werden konnten. In Nantucket, das damals das Zentrum der walverarbeitenden Industrie war, beschränkten demgegenüber Untiefen die Zugänglichkeit vor allem für größere Schiffe. Rotch und Russell weckten das Interesse von Schiffbauern und schon kurz darauf lief hier das Schiff Dartmouth vom Stapel. Es transportierte 1767 die erste Ladung Tran von New Bedford nach London. Als der Unabhängigkeitskrieg ausbrach, hatten 50 Schiffe in New Bedford ihren Heimathafen.
1778 legte die British Army in der Stadt Feuer zur Vergeltung für Aktionen örtlicher Kaperfahrer. Es gab keine Verluste an Menschenleben, weil die Einwohner vorher geflohen waren, aber 34 Schiffe, 76 Läden, 26 Lagerhäuser und 11 Wohnhäuser wurden durch das Feuer zerstört. Nach der Unabhängigkeitserklärung konzentrierte sich die Stadt auf den Wiederaufbau seiner wichtigsten Industrie und 1791 setzte die Rebecca Segel, die das erste US-amerikanische Walfangschiff wurde, das den Pazifischen Ozean befuhr. Zwei Jahrzehnte später war der Krieg von 1812 ein erneuter Rückschlag für die Wirtschaft der Stadt, aber schon 1823 war die Flotte New Bedfords gemessen an der Tonnage identisch mit der auf Nantucket und vier Jahre später überholte die Stadt den Konkurrenten auch in der in Barrel gemessenen Menge an Tran.
Die Wirtschaft der Stadt florierte und die Gebäude, die den historischen Distrikt bilden, wurden errichtet. Während der 1830er Jahre plante der Architekt Robert Mills das noch heute genutzte U.S. Customhouse, wo die Walfänger ihre Zölle und Gebühren bezahlten und die notwendigen Papierarbeiten erledigten. Der Enkel von Joseph Rotch war ein wohlhabender Mann und erbaute seinen Wohnsitz etwas weiter im Landesinneren. Die Seemannskirche Seamen’s Bethel wurde 1832 erbaut und wurde der übliche Treffpunkt für die Seeleute, bevor sie in See stachen.
1840 hatte New Bedford durch den Anschluss an das wachsende Eisenbahnnetz Nantucket als wichtigsten Hafen der Walfänger abgelöst. Die Straßen wurden lebhafter und die Häuser größer. 1851 schrieb Herman Melville, der ein Jahrzehnt zuvor in New Bedford lebte, seinen Roman Moby Dick, dessen Handlung in der Stadt beginnt und verschiedene örtliche Einrichtungen und Gebäude beschreibt. Das New Bedford Institute for Savings (NBIS), in dem sich heute das Besucherinformationszentrum des National Park Service befindet, wurde 1853 erbaut.

### Niedergang und Denkmalschutz

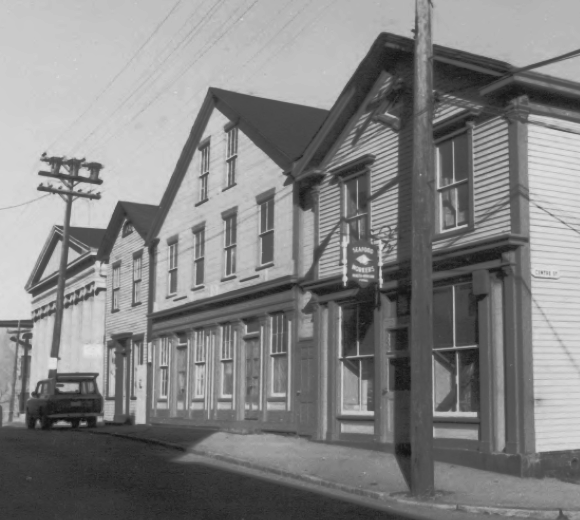
North Water Street Anfang der 1960er Jahre

Die Walfangindustrie erlebte ihren Höhepunkt 1857, als New Bedford etwa die Hälfte der Walfangflotte der Vereinigten Staaten stellte. Die wachsende Konkurrenz durch die Petroleumindustrie und die Auswirkungen des Amerikanischen Bürgerkrieges verhinderten eine Erholung. Seamen’s Bethel wurde nach einem Feuer im Jahr 1867 wieder aufgebaut und erhielt ein neues Aussehen und einen zusätzlichen Turm. Das NBIS-Gebäude wurde zu einem Gerichtsgebäude umgewandelt und das Zentrum der wirtschaftlichen Aktivität der Stadt verlegte sich weiter nach Westen, wo es sich bis heute befindet, als die Textilindustrie der wichtigste Wirtschaftszweig der Stadt wurde. Das Walfangmuseum wurde 1907 in einem der alten Gebäude eröffnet. Schiffe, die auf See verloren gingen, wurden aber nicht wie in der Vergangenheit ersetzt und der letzte Walfänger lief 1925 zu seiner letzten Fahrt aus.
Einige der alten Bauwerke aus der Walfangzeit wurden abgerissen, um Neubauten des 20. Jahrhunderts Platz zu machen oder verfielen. Das Zollamt blieb in Betrieb und ist es bis heute. Mitte der 1950er Jahre kamen der Filmregisseur John Huston und Schauspieler Gregory Peck nach New Bedford und drehten vor dem Seamen’s Bethel eine Szene für den Film Moby-Dick. Obwohl es sich nur um eine einzige Szene handelte, die tatsächlich in der Stadt gedreht wurde, löste der Film das Interesse von Touristen an der Stadt aus.

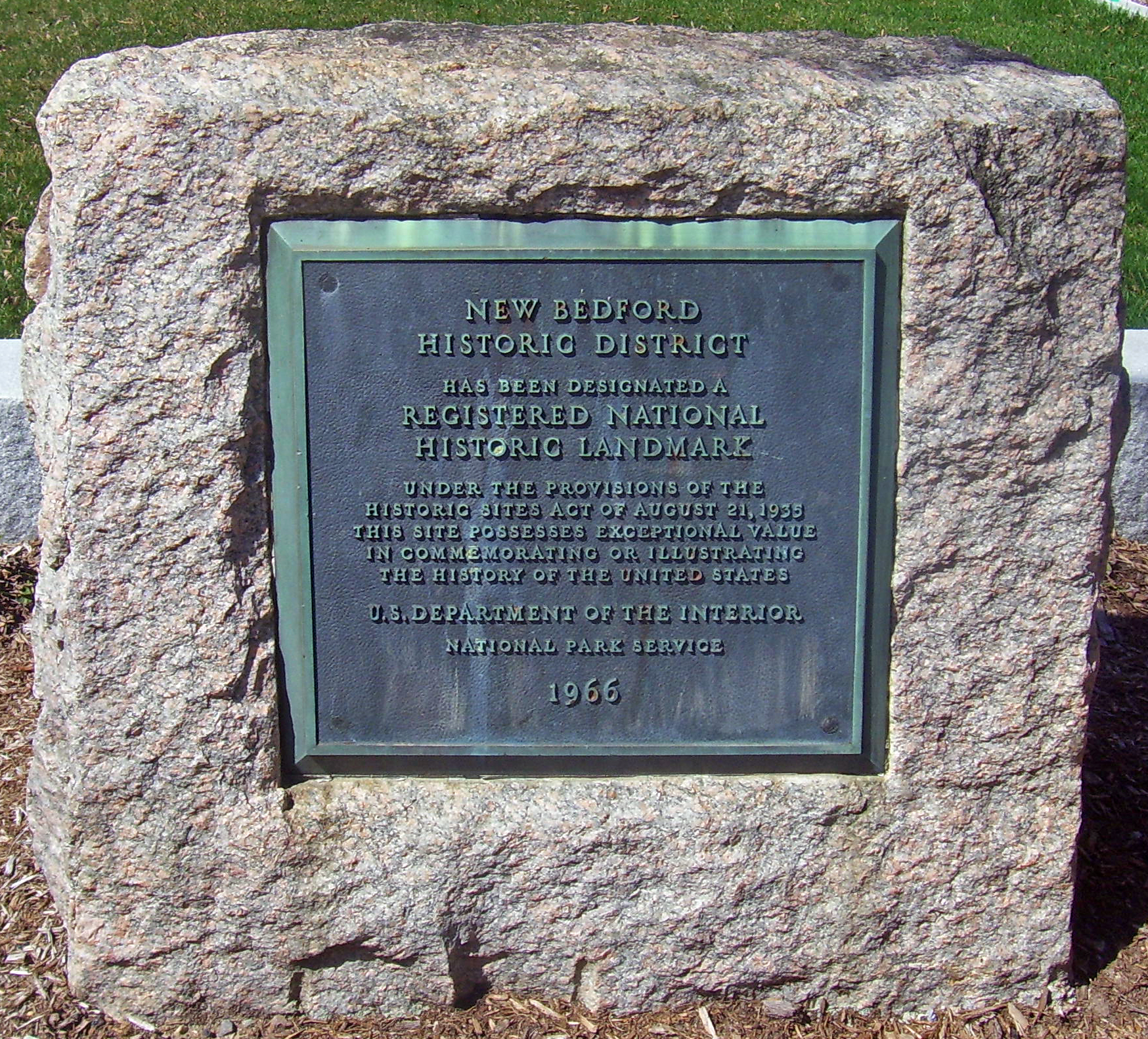
Kennzeichen als National Historic Landmark an der William Street

Die Einwohner der Stadt entwickelten deswegen das Interesse an der Erhaltung und dem Schutz der Vergangenheit New Bedfords als Stadt des Walfanges. Sie gründeten 1962 eine Bürgerinitiative, die Waterfront Historic Area League (WHALE) in 1962. Am 13. November 1966 wurde das Gebiet am Ufer eine der ersten National Historic Landmarks der Vereinigten Staaten. Fünf Jahre später erreichte WHALE die Anerkennung des heutigen Denkmalschutzbezirks. Die Stadt führte einen Bebauungsplan ein, um den Charakter des Gebietes zu erhalten.
Dreißig Jahre später verabschiedete der Kongress ein Gesetz, mit dem der New Bedford Whaling National Historical Park gebildet wurde. Der National Park Service richtete im ehemaligen NBIS-Gebäude sein Besucherzentrum ein. 2008 übertrug WHALE das benachbarte Corson Building, 1875–1884 erbaut dem Park Service.

## Bedeutende beitragende Objekte

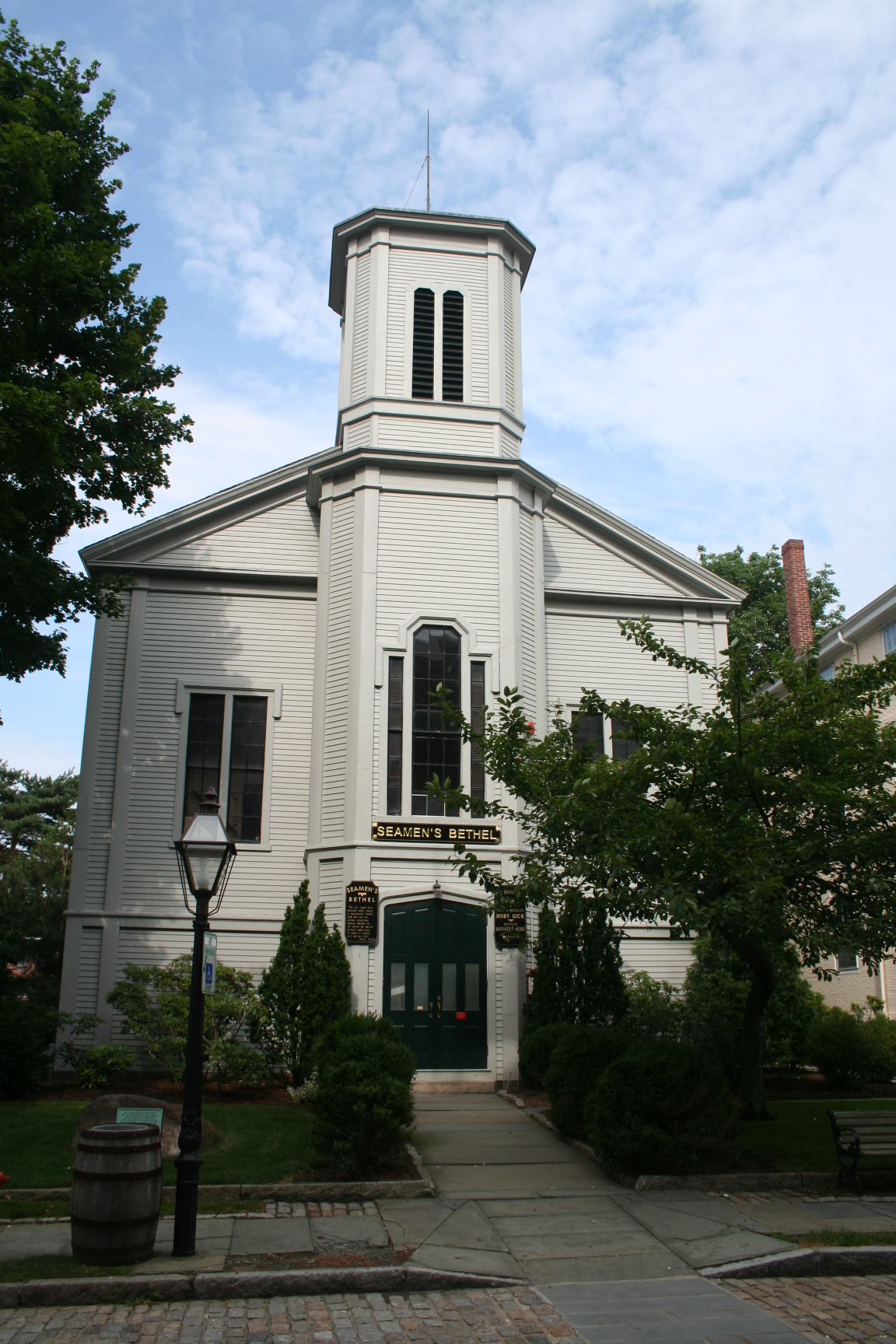
Seamen’s Bethel

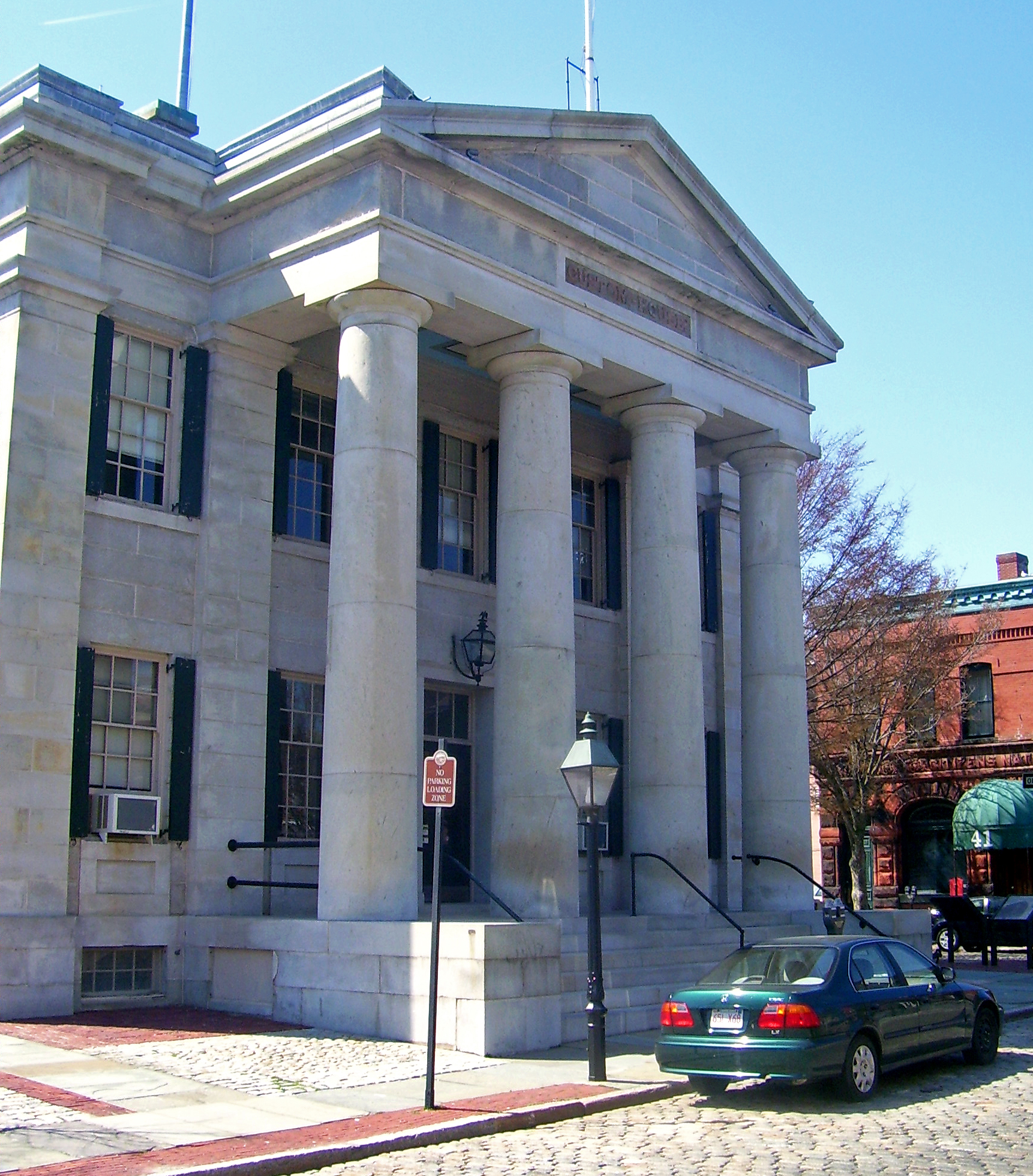
U.S. Customhouse

Verschiedene der Objekte im Denkmalschutzbezirk sind nennenswert, zwei davon sind eigenständig in das National Register eingetragen und eines davon ist eine National Historic Landmark.
- Mariner’s Home ist das älteste Gebäude im Denkmalschutzbezirk. Das 1790 erbaute Steingebäude im Federal Style war ursprünglich das Wohnhaus von William Rotch und wurde an die heutige Stelle von seinem ursprünglichen Standort an William und North Water Streets verlegt.
- Samuel Rodman Candlehouse ist eines der ältesten Geschäftshäuser im Bezirk. Seine Anfänge reichen bis 1810 zurück.
- Seamen’s Bethel ist eine weiße, mit Schindeln verkleidete Kirche, die erstmals 1832 erbaut und nach einem Feuer im Jahr 1867 umgebaut und vergrößert wurde.
- Mechanics’ Bank and Merchants’ Bank Building an der North Water Street war 1831 mit den Ionische Säulen das erste im Greek Revival errichtete Gebäude in New Bedford.
- Das U.S. Customhouse wurde 1836 in Betrieb genommen und wird von der U.S. Customs and Border Protection noch heute als Einreisehafen[10] genutzt. Das Gebäude ist eine eigenständige National Historic Landmark.
- Old Third District Courthouse ist ein ebenfalls von Warren gebautes, 1853 fertiggestelltes Sandsteingebäude im Stil des Greek Revival an der gegenüberliegenden Ecke des Zollamtes. Es war ursprünglich das New Bedford Institute for Savings, wurde 1896 aber in ein Gerichtsgebäude umgewandelt. Später diente es als Antiquitätengeschäft und dann als Laden für Autoersatzteile und wird heute als Besucherzentrum der Nationalparkverwaltung genutzt.